# Cláudya
Maria das Graças Rallo (Río de Janeiro, 10 de mayo de 1948), o más conocida como Cláudya o Cláudia Oliveira, es una cantante brasileña, una de las representantes de la MPB que más éxitos ha tenido en festivales en diversas partes del mundo.

## Biografía
Ella debutó a la edad de nueve años en un espectáculo de talentos en Radio Compañía de Juiz de Fora, lugar donde creció. At los trece años, ya participaba como cantante en muchas fiestas y eventos de la región.
En 1969, fue la ganadora del Festival de la Canción Fluminense, interpretando "Razão de Paz para Não Cantar" (Lage y Alesio Eduardo de Barros). 
También participó en varios festivales fuera de Brasil, llegando a Japón, Grecia, España, México y Venezuela,
El 15 de marzo de 1970, obtuvo un importante éxito cuando representó a Brasil en el festival internacional de la canción, el II Festival de la Canción Latina (Festival de la Canción Latina II, predecesor del Festival OTI), con la canción "Canção de amor e paz". En esta oportunidad se impuso a la venezolana Mirla Castellanos y al mexicano José José (quien realizó una gran interpretación de la canción «El Triste» de Roberto Cantoral).

## Discografía
- 1967 – Cláudia
- 1971 – Cláudia
- 1971 – Jesus Cristo
- 1971 – Você, Cláudia, Você
- 1973 – Deixa eu Dizer
- 1977 – Reza, Tambor e Raça
- 1979 – Pássaro Imigrante
- 1980 – Cláudia
- 1985 – Luz da Vida
- 1986 – Sentimentos
- 1992 – A Estranha Dama
- 1994 – Leão de Judá
- 1994 – Entre Amigos (with Zimbo Trio)
- 1998 – Cláudya Canta Taiguara
- 1999 – Brasil Rea'l
- 2005 – Horizons
- 2011 – Senhor do Tempo – Canções Raras de Caetano Veloso
- 2016 – Para Sempre Amanhecer – Duo Tiago Mineiro